# Widowmaker (Overwatch)
Amèlie Guillard Lacroix, más conocida como Widowmaker, es un personaje  ficticio del videojuego de disparos en primera persona Overwatch desarrollado por Blizzard Entertainment.
Widowmaker va equipada con todo lo necesario para eliminar a sus objetivos, como minas que emiten gas venenoso, un visor que otorga infravisión a su escuadrón, y un potente rifle de francotirador que puede disparar en modo automático.

## Historia
Su vida anterior incluía su matrimonio con Gérard Lacroix, un agente de Overwatch que dirigía las operaciones contra Talon, una organización terrorista, y su antigua ocupación como bailarina de ballet. Talon optó por secuestrar a Amélie después de varios intentos fallidos de matar a Gérard. Tras secuestrar a Amélie, Talon la sometió a un programa intensivo de reacondicionamiento neuronal, rompiendo su voluntad y reprogramándola como agente durmiente para Talon. Algún tiempo después, fue encontrada por agentes de Overwatch, aparentemente no afectada por los métodos de Talon. Dos semanas después de volver a su vida normal, mató a Gérard mientras dormía y regresó a Talon, donde se convirtió completamente en uno de sus agentes. El extenso entrenamiento al que fue sometida hizo que su fisiología cambiara, disminuyendo dramáticamente su ritmo cardíaco y la temperatura de su piel, volviéndola de un color azul. Ahora es incapaz de experimentar emociones humanas.

## Recepción
El personaje ha recibido una recepción crítica positiva; fue calificada como un "personaje de francotirador clásico" y un "gran héroe defensivo" por VG247 en su guía de héroes de Overwatch, señalando que "funciona mejor en mapas abiertos con largos corredores". Matt Whittaker, de Hardcore Gamer, escribió que "el héroe francotirador tradicional del grupo, Widowmaker, es un personaje particularmente letal para quienes tienen una habilidad sólida con el teclado y el mouse, o para aquellos que son especialmente buenos disparando con un controlador", aunque no la recomienda para jugadores que no tienen un objetivo preciso. Este sentimiento fue repetido por Kevin Thielenhaus de Gameranx, quien señaló que "Widowmaker requiere habilidad, pero incluso si eres nuevo en el FPS competitivo en línea, es lo suficientemente poderosa para ayudar a cualquier equipo". Fue el personaje de clase defensiva más seleccionado durante el período beta de Overwatch.
Dean James, de Attack of the Fanboy, descubrió que Widowmaker es uno de los personajes más fuertes del juego, Widowmaker también ha sido uno de los personajes Overwatch más populares; Ella fue la heroína de la clase de defensa más seleccionada en el juego durante su beta abierta. Matt Kim de Inverse etiquetó a Widowmaker como un personaje "favorito de los fanáticos". Su popularidad entre los fanáticos ha llevado a Ben Bertoli de Kotaku a llamarla uno de los héroes más abusados. En un segmento de "Clueless Gamer" de Conan con los actores de Juego de Tronos Peter Dinklage y Lena Headey, Overwatch se jugó, con Dinklage, Headey y el anfitrión Conan O'Brien, todos eligieron Widowmaker. Su prevalencia también fue notada por Paul Tamburro de CraveOnline, quien se quejó de que "En Overwatch a veces eres recibido por más de uno de estos jugadores por partido, todos asumiendo el papel de Widowmaker, todos de pie en una cornisa en la distancia y todos haciendo absolutamente nada para ayudarlos a usted y a sus compañeros a avanzar hacia la victoria "en una lista de los 10 problemas de vigilancia que todos los jugadores enfrentarán".
Suriel Vázquez, de la revista Paste, clasificó a Widowmaker en el sexto lugar de los 21 personajes de Overwatch en su lista de "¡Cuántas veces me hicieron chiflar!", Expresando que "tratar con ella es más frustrante de lo que debería ser". Will Greenwald, de PC Magazine, notó que Widowmaker era uno de sus cinco personajes favoritos para jugar, al escribir "Bastion y Widowmaker me dieron la capacidad de cubrir puntos de estrangulamiento a corto/medio y largo alcance".
Los personajes de Overwatch también se han convertido en temas de Cosplay frecuentes, con un cosplay de Widowmaker del cosplayer ruso Jannet "Incosplay" Vinogradova recibió elogios de Hayley Williams de Kotaku, quien escribió que "este cosplayer ruso está tomando el mundo por asalto, con un cosplay de Widowmaker parece que podría haber sido arrancado del juego". Chris Jager de Lifehacker Australia, de manera similar, llamó a su esfuerzo "el perfecto cosplay de Widowmaker" y "probablemente el mejor". Overwatch vio grandes cantidades de Pornografía hecho por fanes con sus personajes están produciendo; "Overwatch" Pornhub después de la versión beta abierta del juego se puso en marcha, con "los personajes más populares entre los que se destacan Tracer y Widowmaker". Tech Times comentó que "Widowmaker, de lejos, es el personaje más tradicionalmente sexy en Overwatch. Es delgada, alta, en forma y usa tacones altos. Su atuendo revela más que un poco de piel para arrancar". Sin embargo, Philippa Warr de Rock Paper Shotgun opinó: "Realmente no entiendo por qué a Widowmaker se le ha dado la femme fataleestilismo Al igual que, toda la cosa de la Mujer fatal es sobre ser seductora y sexy, atraer a la gente y luego matarla, ¿verdad? Y, sin embargo, es la francotiradora más astuta del juego. Se encuentra más alejada de las personas de todo el reparto y les dispara en la cabeza, a veces sin que la vean. ¿A quién podría ser atractiva?".